# Aizu-gun

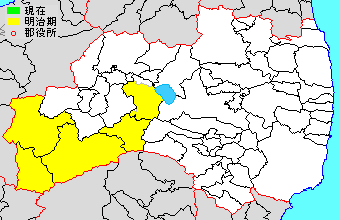
Meiji-Zeitliche Lage des Kreises (gelb) im heutigen Fukushima (weiß) mit Gemeindegrenzen des 21. Jahrhunderts

Aizu (jap. 会津郡 Aizu-gun bzw. historisch gelesen Aizu no kōri, engl. Aizu District) war unter der antiken Ritsuryō-Gliederung Japans einer der fünf Kreise (kōri/-gun) der kurzlebigen Provinz Iwase, beziehungsweise für die meiste Zeit ein Kreis der größeren Provinz Michinoku/Mutsu. Mutsu wurde nach der Meiji-Restauration 1869 wieder geteilt und Aizu kam zur Provinz Iwashiro. Faktisch gehörte Aizu, wo sich seit dem Mittelalter die Burg Wakamatsu und die zugehörige Burgstadt befanden, in der frühen Neuzeit komplett zum Fürstentum (-han) Aizu, damit fiel es im Aizu-Feldzug des Boshin-Krieges 1868 an die Restaurationsregierung. Danach wurde der Kreis 1869 Teil der neuen Präfektur (-ken) Wakamatsu, die 1876 in Fukushima eingegliedert wurde.
Bei der Erneuerung der Kreise als Verwaltungseinheit wurde Aizu 1879 schließlich in die Kreise Nord-Aizu (Kita-Aizu; 1 Stadt, 67 Dörfer, Verwaltungssitz Wakamatsu-Sakaemachi) und Süd-Aizu (Minami-Aizu; 99 Dörfer, Verwaltungssitz Tajima-mura) aufgeteilt. Ersterer ging in den 1950er Jahren weitgehend in der 1899 eingerichteten kreisfreien Stadt (-shi) Wakamatsu (später Aizu-Wakamatsu) auf und erlosch schließlich ganz im frühen 21. Jahrhundert, letzterer blieb territorial im Wesentlichen unverändert, gliedert sich aber seit 2006 in nur noch vier Gemeinden.
Aizu und die nördlich anschließenden Kreise Ōnuma, Kawanuma und Yama in ihrer ursprünglichen Ausdehnung bilden zusammen die Region Aizu im westlichen Teil der heutigen Präfektur Fukushima.